# ان‌جی‌سی ۵۰۲
ان‌جی‌سی ۵۰۲ (انگلیسی: NGC 502) یک کهکشان عدسی شکل در صورت فلکی ماهی است. این کهکشان تقریباً در فاصله ۱۱۳ میلیون سال نوری از سامانه خورشیدی قرار دارد و در ۲۵ سپتامبر ۱۸۶۲ توسط هاینریش لویی داره کشف شد.